# Notostemma bicarinata
Notostemma bicarinata is een raderdiertjessoort uit de familie Notommatidae. De wetenschappelijke naam van deze soort is voor het eerst geldig gepubliceerd in 1892 door Bergendal.